# Karl Camillo Schneider

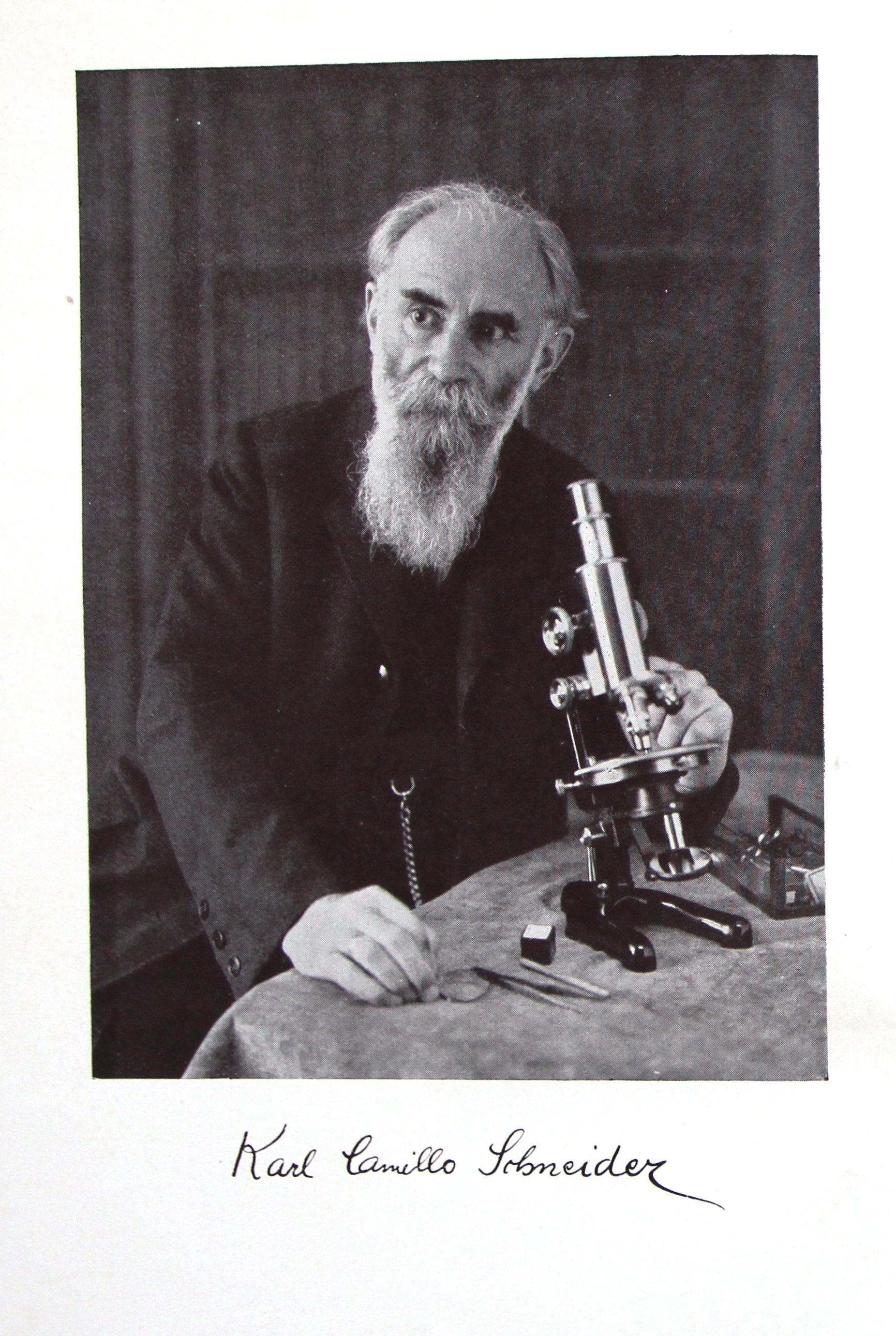
Karl Camillo Schneider (ca. 1930)

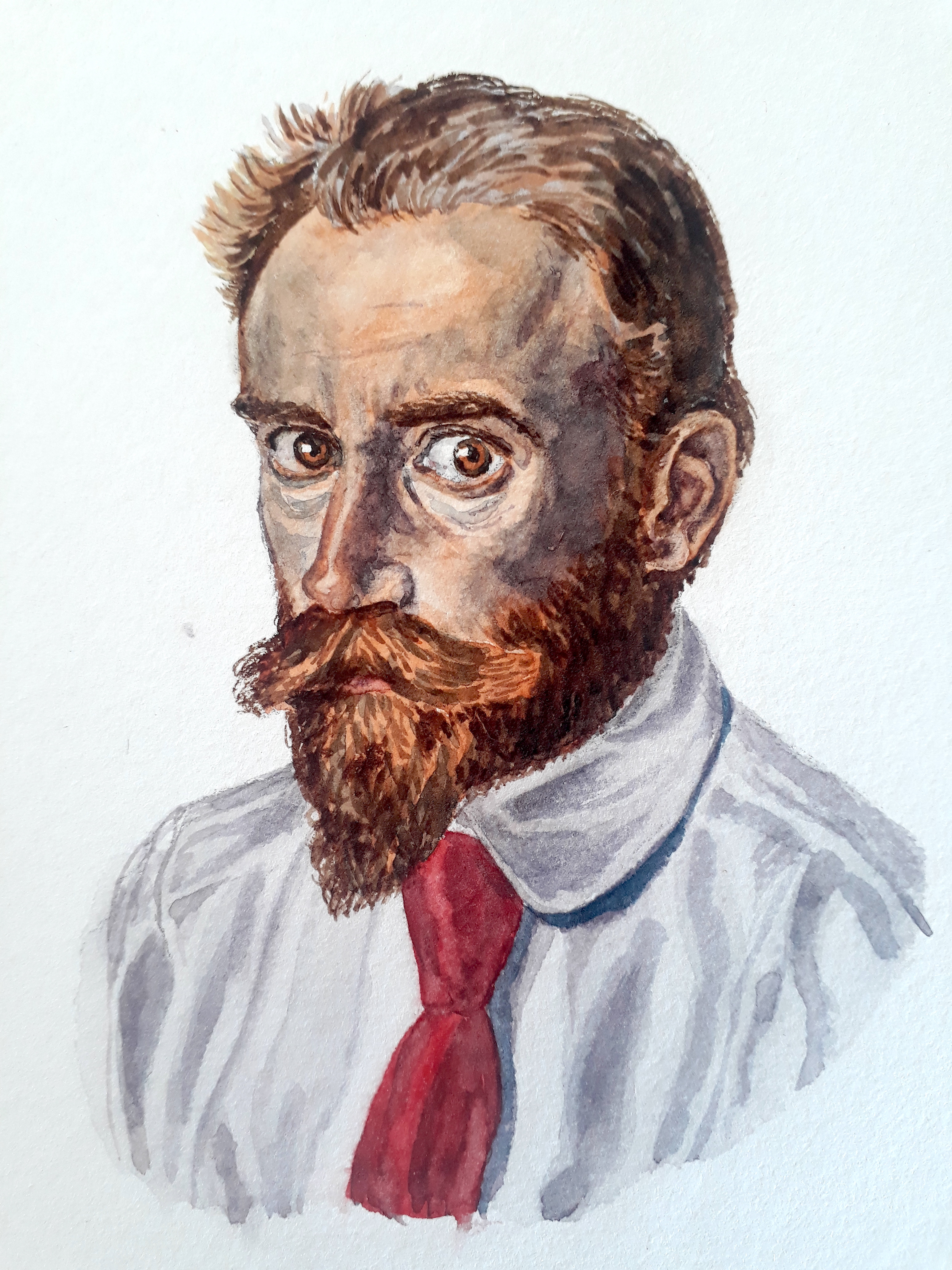
Selbstbildnis, 14. August 1904

Karl Camillo Schneider (* 28. August 1867 in Pomßen, Königreich Sachsen; † März 1943 in Oleśnica, Provinz Niederschlesien, NS-Deutschland) war ein deutscher Zoologe, Philosoph, Schriftsteller, Parapsychologe und Kunstmaler. Sein offizielles künstlerisches Autorenkürzel lautet „K.C. Schneider“, Monogramm „KCS“; früher war auch das Kürzel „K. C. Schneid.“ in Gebrauch. Sein Bruder ist der gleichnamige Botaniker Camillo Karl Schneider.

## Leben
Karl Camillo Schneider besuchte das Realgymnasium in Döbeln. Er studierte Naturwissenschaften (Zoologie, Paläontologie, Mineralogie, Chemie und weitere), von 1886 bis 1889 an der Universität Leipzig und von 1889 bis 1890 an der Universität München, wo er 1890 zum Dr. phil. promovierte (1898 von der Universität Wien nostrifiziert). Seine Dissertation trägt den Titel Histologie von Hydra fusca, über eine Art der Süßwasserpolypen (heute akzeptierter Artname Hydra oligactis).
Zwischen 1905 und 1932 hatte er eine außerordentliche Professor für Zoologie an der Universität Wien inne, die endete, als er am 30. Juni 1932 ein Revolverattentat auf den damaligen Rektor der Universität, Prof. Othenio Abel, verübte. Der Mordversuch konnte durch das Dazwischentreten des damaligen Wiener Bürgermeisters Karl Seitz verhindert werden und markierte das Ende von Schneiders akademischer Laufbahn. Er entging einer Verurteilung, da ihm im Rahmen einer gerichtlichen Untersuchung eine Geistesstörung zum Tatzeitpunkt attestiert wurde.
Schneiders Arbeitsgebiete waren Hydroiden und Siphonophoren. Nach 1910 widmete er sich verstärkt geschichts- und wissenschaftstheoretischen Fragen. Erhalten ist sein Briefwechsel mit Albert Einstein.
Schneider war evangelischen Glaubensbekenntnisses und später konfessionslos.

## Malerei

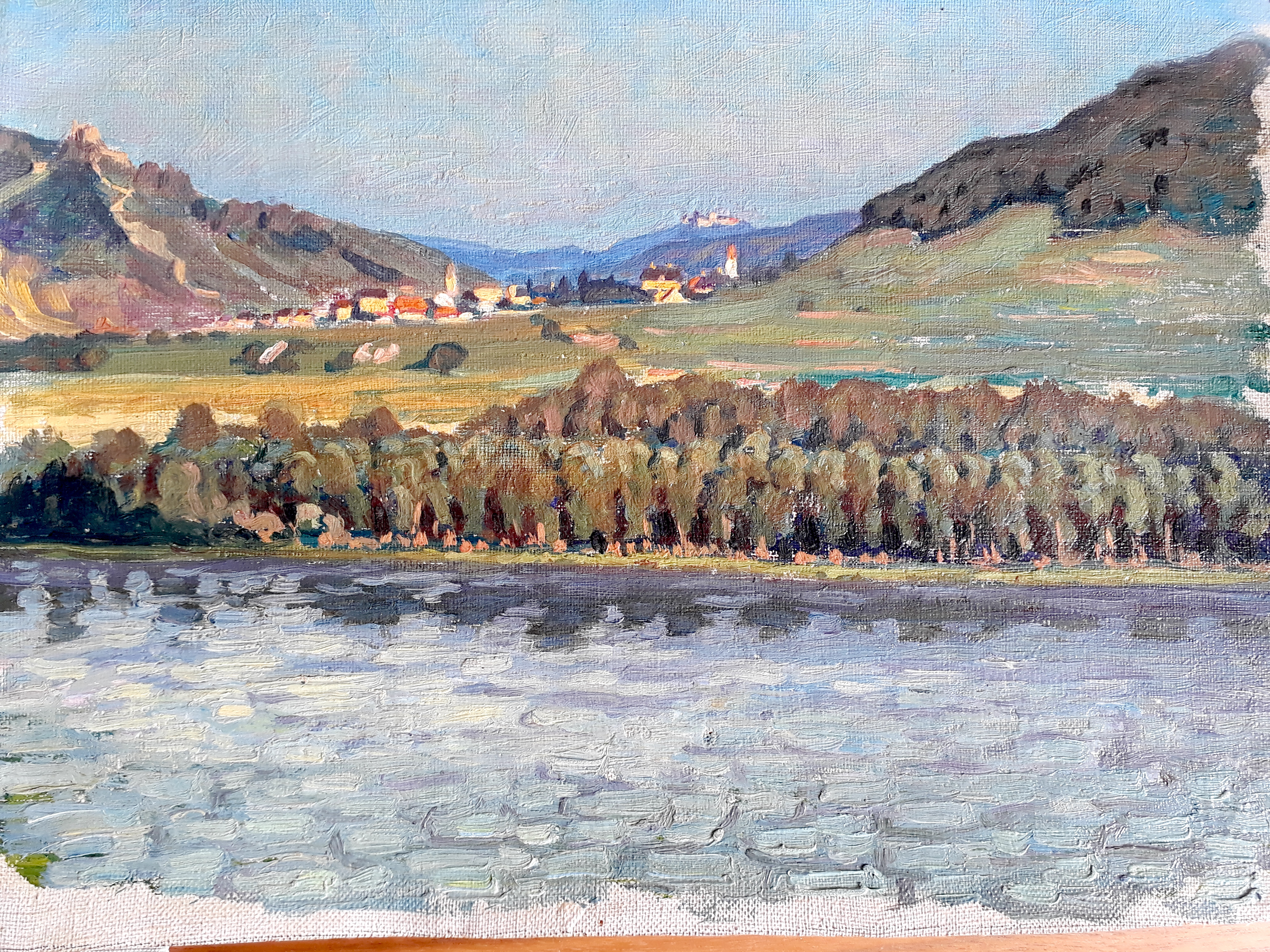
Landschaft in der Wachau (um 1913, Öl auf Leinwand, ca. 32 × 24 cm)

Schneider war ein stimmungsimpressionistischer Landschaftsmaler, der Schwerpunkt seine Malerei war die Wachau. Seine Reisen führten ihn auch nach Italien und in die Schweiz. Seine relativ kleinen Bilder waren größtenteils nicht signiert. In späterer Phase stand er unter dem Einfluss von französischen Impressionisten.

## Werke
- Histologie von Hydra fusca mit besonderer Berücksichtigung des Nervensystems der Hydropolypen. Dissertation, München 1890.
- Untersuchungen über die Zelle. Gottlieb Gistel, Wien 1891 Weblink
- Anatomie, Histologie und Systematik der Siphonophoren. 5 Teile. Wien 1894–1990.
- Hydropolypen von Rovigno, nebst Übersicht über das System der Hydropolypen im Allgemeinen. 1897.
- Lehrbuch der vergleichenden Histologie der Tiere. Gustav Fischer Verlag, Jena 1902, doi:10.5962/bhl.title.1673
- Vitalismus. Franz Deuticke Verlag, Leipzig/Wien 1903.
- Einführung in die Deszendenztheorie. Gustav Fischer Verlag, Jena 1906, 2. Aufl. 1911.
- Ursprung und Wesen des Menschen. F. Deuticke Verlag, Leipzig/Wien 1908.
- Versuch einer Begründung der Deszendenztheorie. Gustav Fischer Verlag, Jena 1908.
- Histologisches Praktikum der Tiere, für Studenten und Forscher. Gustav Fischer Verlag, Jena 1908.
- Vorlesungen über Tierpsychologie. Engelmann Verlag, Leipzig 1909.
- Natürliche Menschheitsgeschichte in 20 Bildern. Von der Urzeit bis in die Zukunft. Orion Verlag, Wien/Leipzig 1915.
- Mitteleuropa als Kulturbegriff. Orion Verlag, Wien/Leipzig 1916.
- Die Welt wie sie jetzt ist und wie sie sein wird. Eine neue Natur-, Geist- und Lebensphilosophie. Orion Verlag, Wien und Leipzig 1917
- Die Möglichkeit einer neuen deutschen Kultur. In: Bücherei der Zukunft. 1. Wiener literarische Anstalt, Wien 1921.
- Die Stellung der heutigen Wissenschaft zu den parapsychischen Phänomenen. In: Wiener Parapsychologische Bibliothek. 22. Die okkulte Welt 124/5. Johannes Baum Verlag, Pfullingen 1924.
- Die Periodizität des Lebens und der Kultur. Akad. Verl.-Ges., Leipzig 1926.
- Euvitalistische Biologie: Zur Grundlegung der Kultur. J. F. Bergmann Verlag, München 1926.
- Die Wiener Revolution. Drama. C. W. Stern Verlag, Wien 1931.